# 誰がために
「誰がために」（たがために）は、成田賢の12枚目、並びにこおろぎ'73のシングル。1979年3月1日に日本コロムビアから発売された。

## 概要
表題曲「誰がために」は、テレビアニメ『サイボーグ009』（第2作）のオープニングテーマとして使用された。成田賢が日本コロムビアから出した初のシングルである。カップリングには、こおろぎ'73が歌う同作エンディングテーマ「いつの日か」が収録されている。
サイボーグ009公式サイトでは、数ある『サイボーグ009』の主題歌の中で、「誰がために」の歌詞のみが掲載されている。
「誰がために」の正式な歌詞は2番までであるが、石森章太郎の没となった歌詞が存在し、3番、没3番、または没2番（正式歌詞の1番と2番の間に没歌詞が挿入されるため）と通称されていることがある。この没歌詞は『アニメージュ』（徳間書店）1980年5月号に掲載された他、2009年にグリーンアースプロジェクト2009実行委員会・フジテレビ主催によりパナソニックセンター東京（東京都江東区有明）で開催された「サイボーグ009"守れ地球の未来"展」に展示された。
TVサイズでは、前奏が元の音源より少し長い（歌に入る直前のパートを1回繰り返しているため）。

## 収録曲
1. 誰がために
歌：成田賢 with こおろぎ'73
作詞：石森章太郎 / 作曲：平尾昌晃 / 編曲：すぎやまこういち
  - テレビアニメ『サイボーグ009』（第2作）のオープニングテーマ
2. いつの日か
歌：こおろぎ'73
作詞：八手三郎 / 作曲：平尾昌晃 / 編曲：すぎやまこういち
  - テレビアニメ『サイボーグ009』（第2作）のエンディングテーマ

## カバー
「ベスト・ライブラリー ダブル・デラックス 最新アニメ主題歌ベストアルバム」（KR(H)7165～KR(H)7166、1979年発売）
たいらいさお - キングレコードによる「誰がために」のカバーを収録。
「最新アニメ主題歌ベスト20 ニルスのふしぎな旅 オタスケマンの歌」（JBX-229、1980年発売）
藤井健、ザ・ブレッスン・フォー - ビクターレコード（ビクターエンタテインメント）による「誰がために」のカバーを収録。
「アニメタル・マラソン」（SRCL-3779、1997年3月21日発売）
アニメタル - ソニーレコード（ソニー・ミュージックレコーズ）による「誰がために」のカバーを収録。
「pop'n music9 AC CS pop'n music7」（KOLA-20、2003年2月5日発売）
竹内浩明 - コナミメディアエンタテインメント（コナミデジタルエンタテインメント）による「誰がために」のカバーを収録。コナミの音楽ゲーム「pop'n music 9」で使用された。
「風〜Hey!和〜」（BBOX-005、2009年7月19日発売）
井上和彦 - B-Boxによる「誰がために」のカバーを収録。『サイボーグ009』（第2作）で009（島村ジョー）役を演じた井上によるカバーとなっている。
「ANOTHER SOUND OF 009 RE：CYBORG」（VPCG-84932、2012年11月21日発売）
成田賢 - バップによる「誰がために」のカバーを3バージョン収録。オリジナル歌手である成田によるセルフカバーとなっている。
「FULL Kabs〜伝説には未だ早い!〜」（LACA-15631、2017年1月25日発売）
FULL Kabs - ランティスによる「誰がために」のカバーを収録。メインボーカルを井上和彦が、こおろぎ'73パート（バックコーラス）を三ツ矢雄二、水島裕がそれぞれ務める。間奏に「神」と対峙する009のモノローグが入っている。